# إد لينكولن
إد لينكولن (بالبرتغالية: Ed Lincoln) هو عازف جاز وعازف بيانو برازيلي، ولد في 31 مايو 1932 في فورتاليزا في البرازيل، وتوفي في 16 يوليو 2012 في ريو دي جانيرو في البرازيل.

## وصلات خارجية
- إد لينكولن على موقع IMDb (الإنجليزية)
- إد لينكولن على موقع ميوزك برينز (الإنجليزية)
- إد لينكولن على موقع ديسكوغز (الإنجليزية)